# Општина Тржич
Општина Тржич (словен. Tržič) је једна од општина Горењске регије у држави Словенији. Седиште општине је истоимени градић Тржич.

## Природне одлике
Рељеф: Општина Тржич налази се на северу државе, на граници са Аустријом. Општина се налази усред алпског планинског масива. Северним делом општине пружају се Караванке и Камнишки Алпи, док се при југу тло спушта ка долини Саве. У средини се налази долина Тржичке Бистрице, која је погодна за живот и где су насеља општине.
Клима: У нижим крајевима општине влада умерено континентална клима, док у вишим крајевима влада њена оштрија, планинска варијанта.
Воде: Главни водоток је река Тржичка Бистрица. Сви остали мањи водотоци су притоке ове реке.

## Становништво
Општина Тржич је средње густо насељена.

## Насеља општине
| - Бистрица при Тржичу - Брдо - Брег об Бистрици - Брезје при Тржичу - Гозд - Граховше - Долина - Жигања Вас - Вадиче | - Височе - Згорње Ветрно - Звирче - Јелендол - Ковор - Криже - Леше - Лока - Лом под Сторжичем | - Новаке - Паловиче - Подљубељ - Попово - Потарје - Пристава - Ретње - Рочевница - Себење | - Сенично - Слап - Сподње Ветрно - Тржич - Худи Грабен - Худо - Хушица - Чадовље при Тржичу |  |